# العلاقات الآيسلندية الباهاماسية
العلاقات الآيسلندية الباهاماسية هي العلاقات الثنائية التي تجمع بين آيسلندا وباهاماس.

## مقارنة بين البلدين
هذه مقارنة عامة ومرجعية للدولتين:
| وجه المقارنة                                              | آيسلندا          | باهاماس      |
| --------------------------------------------------------- | ---------------- | ------------ |
| المساحة (كم2)                                             | 103.00 ألف       | 13.88 ألف    |
| عدد السكان (نسمة)                                         | 317.35 ألف       | 395.36 ألف   |
| الكثافة السكانية (ن./كم²)                                 | 3.08             | 28.48        |
| العاصمة                                                   | ريكيافيك         | ناساو        |
| اللغة الرسمية                                             | اللغة الآيسلندية | لغة إنجليزية |
| العملة                                                    | كرونة آيسلندية   | دولار بهامي  |
| الناتج المحلي الإجمالي (بليون دولار)                      | 23.91 مليار      | 12.16 مليار  |
| الناتج المحلي الإجمالي (تعادل القوة الشرائية) بليون دولار | 15.79 مليار      | 8.92 مليار   |
| الناتج المحلي الإجمالي الاسمي للفرد دولار أمريكي          | 50.17 ألف        | 22.82 ألف    |
| الناتج المحلي الإجمالي للفرد دولار أمريكي                 | 46.55 ألف        |              |
| مؤشر التنمية البشرية                                      | 0.899            | 0.790        |
| رمز المكالمات الدولي                                      | +354             | +1242        |
| رمز الإنترنت                                              | .is              | .bs          |
| المنطقة الزمنية                                           | 00، أوروبا/لندن ‏ | 00           |

## منظمات دولية مشتركة
يشترك البلدان في عضوية مجموعة من المنظمات الدولية، منها:
| علم المنظمة | اسم المنظمة                               | تاريخ انضمام آيسلندا | تاريخ انضمام باهاماس |
| ----------- | ----------------------------------------- | -------------------- | -------------------- |
|             | مؤسسة التنمية الدولية                     | 19 مايو 1961         | 23 يونيو 2008        |
|             | يونسكو                                    | 8 يونيو 1964         | 23 أبريل 1981        |
|             | وكالة ضمان الاستثمار متعدد الأطراف        | 25 سبتمبر 1998       | 4 أكتوبر 1994        |
|             | الأمم المتحدة                             | 19 نوفمبر 1946       | 18 سبتمبر 1973       |
|             | الفريق المعني برصد الأرض                  | ?                    | ?                    |
|             | الاتحاد البريدي العالمي                   | ?                    | ?                    |
|             | البنك الدولي للإنشاء والتعمير             | 27 ديسمبر 1945       | 21 أغسطس 1973        |
|             | الاتحاد الدولي للاتصالات                  | 1 أكتوبر 1906        | 19 أغسطس 1974        |
|             | منظمة حظر الأسلحة الكيميائية              | ?                    | ?                    |
|             | مؤسسة التمويل الدولية                     | 20 يوليو 1956        | 8 ديسمبر 1986        |
|             | المركز الدولي لتسوية المنازعات الاستشارية | 14 أكتوبر 1966       | 18 نوفمبر 1995       |
|             | منظمة الشرطة الجنائية الدولية             | ?                    | ?                    |

## وصلات خارجية
- موقع وزارة الخارجية الآيسلندية